# Vacation (G.R.L.)
Vacation  è il singolo di debutto delle G.R.L., gruppo statunitense tutto al femminile creato dalla coreografa Robin Antin, nel 2013 in seguito all'abbandono del progetto delle Pussycat Dolls. Il gruppo viene presentato ufficialmente nell'aprile 2013 presso il Chateau Marmont Hotel a Los Angeles. È il primo singolo della band con la formazione originale.

## Il brano
Il singolo è stato pubblicato in versione digitale il 18 giugno 2013, mentre la sua diffusione nelle radio è avvenuta il 3 settembre 2013. La canzone è stata scritta da Bonnie McKee, Dr. Luke, Max Martin e Cirkut e prodotta dagli ultimi tre. Il 16 giugno 2013 la canzone viene temporaneamente pubblicata come "lato b" della canzone Ooh La La della cantante Britney Spears, diventata la colonna sonora del film d'animazione I Puffi 2.

### Critica
Jason Lipshutz di Billboard magazine ha definito il brano come "spumeggiante". Sherman Yang di XIN MSN Entertainment ha definito il brano come "divertente e provocante", dichiarando inoltre di "non poter aspettare cosa il gruppo ha da offrire nel loro album di debutto".. Jacques Peterson di Popdust ha definito la canzone come "insipida e dimenticabile".

## Video

### Sinossi
Il video musicale del singolo è stato diretto da Hannah Lux Davis. Il video propone un cameo di Mel B, ex cantante del gruppo inglese Spice Girls.
Il video inizia con l'inquadratura di una casa che riporta sull'ingresso la scritta GRL. In casa le cinque ragazze sono intente a pulire ed a preparare la colazione, mentre cinque ragazze dormono o giocano ai videogiochi. Stanche del comportamento di questi ultimi la band li fa uscire di casa in malo modo. Iniziano così varie parti ballate che avvengono in una stanza della casa e davanti al garage di quest'ultima. Le scene di ballo sono intervallate da scene in cui le cinque ragazze sono sul divano intente a scherzare e a giocare con i videogiochi e scene in cui sono intente a prepararsi. Nella scena successiva le cinque ragazze escono di casa pronte per divertirsi e ad attenderle con un'auto c'è Mel B. Il video si conclude con le sei ragazze che si allontanano in macchina.

## Successo commerciale
Il singolo, fin dalla sua pubblicazione, ha avuto un buon successo sia da parte della critica sia dal pubblico. Il singolo negli Stati Uniti ha venduto oltre 2 000 copie nel mese di luglio inoltre debutta alla posizione numero 97 nella sudcoreana Circle Chart.

## Crediti
- Compositori - Lukasz Gottwald, Max Martin, Bonnie McKee, Henry Walter
- Produttori - Dr. Luke, Max Martin, Cirkut
- Strumenti - Dr. Luke, Max Martin, Cirkut
- Audio engineering - Clint Gibbs, Sam Holland, Cory Bice, Rachael Findlen
- Audio mixing - Șerban Ghenea

## Classifiche
| Classifica                   | Posizione massima |
| ---------------------------- | ----------------- |
| Corea del Sud (Circle Chart) | 97                |

## Pubblicazioni
| Nazione     | Data             | Formato           |
| ----------- | ---------------- | ----------------- |
| Stati Uniti | 18 giugno 2013   | Download digitale |
| Stati Uniti | 3 settembre 2013 | Airplay           |